# واين إيلرز
واين إيلرز هو سياسي أمريكي، ولد في 1938 في مدينة بيلينغام في الولايات المتحدة. انتخب عضو مجلس نواب واشنطن ‏.